# Cor Vrendenberg
Cornelis Johan (Cor) Vrendenberg (Vierhouten, 7 december 1911 - Zwolle, 30 oktober 1994) is een Nederlandse beeldend kunstenaar en architect. 

## Leven en werk
Vrendenberg werd in 1911 in Heerlen geboren als zoon van de ambtenaar bij het Staatsspoor Jacob Willem Vrendenberg en van Christina Catharina Maters. Hij werd als beeldend kunstenaar opgeleid door de Utrechtse schilder en tekenleraar Jan Hendrik Boot. Hij was op meerdere terreinen van de beeldende kunst werkzaam. Hij was niet alleen beeldhouwer, maar ook schilder, houtsnijwerker, boetseerder. Daarnaast was hij werkzaam als architect. Hij ontwierp landhuizen en bungalows. Vrendenberg vestigde zich op de Veluwe waar hij vanaf 1954 als beeldend kunstenaar en als architect werkzaam was. Samen met Jaap Hiddink richtte hij in 1968 de Vrije Academie voor Beeldende Kunsten in Nunspeet op. Het Noord Veluws Museum heeft werken van Vrendenberg in de collectie.
Vrendenberg was lid van Lid van "Het Palet" te Zwolle. Hij was gehuwd met Nel Jansen. Hij leerde zijn dochter, de beeldhouwster Carla Vrendenberg, op jeugdige leeftijd de eerste beginselen van het vak van beeldhouwer. Vrendenberg overleed in oktober 1994 op 82-jarige leeftijd in Zwolle.

## Werk in de publieke ruimte (selectie)
- Geveldecoratie - Swifterbant (school De Duykeldam)
- Moeflon - Nunspeet (1968)

- RKD-Nederlands Instituut voor Kunstgeschiedenis: 103047